# Стража при Моравчах
Стража при Моравчах (словен. Straža pri Moravčah) је насељено место у општини Моравче, Средњесловенска регија, Словенија.

## Историја
До територијалне реорганизације у Словенији била је у саставу старе општине Домжале.

## Становништво
У попису становништва из 2011. године, Стража при Моравчах је имала 47 становника.
| Број становника према пописима | Број становника према пописима | Број становника према пописима |
| ------------------------------ | ------------------------------ | ------------------------------ |
| 1991                           | 2002                           | 2011                           |
| 40                             | 38                             | 47                             |

Напомена: До 1952. самостално насеље када је укинуто под именом Стража и припојено насељу Дртија. Године 1985. враћа статус самосталног насеља под именом Стража при Моравчах.